# أوكلي غرين (باركشير)
اكلي غرين (بالإنجليزية: Oakley Green)‏ هي قرية تقع في المملكة المتحدة في جنوب شرق إنجلترا.